# Belvís de la Jara
Belvís de la Jara település Spanyolországban, Toledo tartományban. Belvís de la Jara Alcaudete de la Jara, Aldeanueva de Barbarroya, Calera y Chozas, Las Herencias, Sevilleja de la Jara és La Nava de Ricomalillo községekkel határos. Lakosainak száma 1428 fő (2024).

## Népesség
A település lakosságának változását az alábbi diagram mutatja:
| Lakosok száma | 1700 | 1733 | 1829 | 1852 | 1788 | 1698 | 1567 | 1522 | 1497 | 1428 |
|               | 2001 | 2004 | 2007 | 2009 | 2012 | 2014 | 2017 | 2019 | 2022 | 2024 |